# Nasushiobara
Nasushiobara (jap. 那須塩原市 Nasu-Shiobara-shi) ist eine Stadt in der Präfektur Tochigi in Japan.

## Geographie
Nasushiobara liegt nördlich von Utsunomiya und südlich von Shirakawa.

## Geschichte
Die Stadt Nasushiobara wurde am 1. Januar 2005 aus der Stadt Kuroiso (黒磯市, -shi), sowie den Gemeinden Nishinasuno (西那須野町, -machi) und Shiobara (塩原町, -machi) des Landkreises Nasu gegründet.

## Verkehr
Nasushiobara ist über die Tōhoku-Autobahn und die Nationalstraße 4 erreichbar. Der Bahnhof Nasushiobara liegt an der Tōhoku-Shinkansen und an der Tōhoku-Hauptlinie. Letztere erschließt auch den Bahnhof Kuroiso, die nördliche Endstation der Utsunomiya-Linie.

## Söhne und Töchter der Stadt
- Yoshimi Watanabe (* 1952), Politiker
- Masa Takayama (* 1954), Koch
- Yōko Shibui (* 1979), Langstreckenläuferin
- Takashi Sanada (* 1985), Rollstuhltennisspieler
- Rui Ageishi (* 2006), Fußballspieler

## Angrenzende Städte und Gemeinden
- Präfektur Tochigi
  - Nikkō
  - Yaita
  - Ōtawara
  - Nasu
  - Shioya
- Präfektur Fukushima
  - Minamiaizu
  - Nishigō
  - Shimogō

## Städtepartnerschaften
- Hitachinaka, Japan, seit 1990
- Namerikawa, Japan, seit 1996
- Niiza, Japan, seit 2000
- Linz, Österreich, seit 2016[1]

## Weblinks

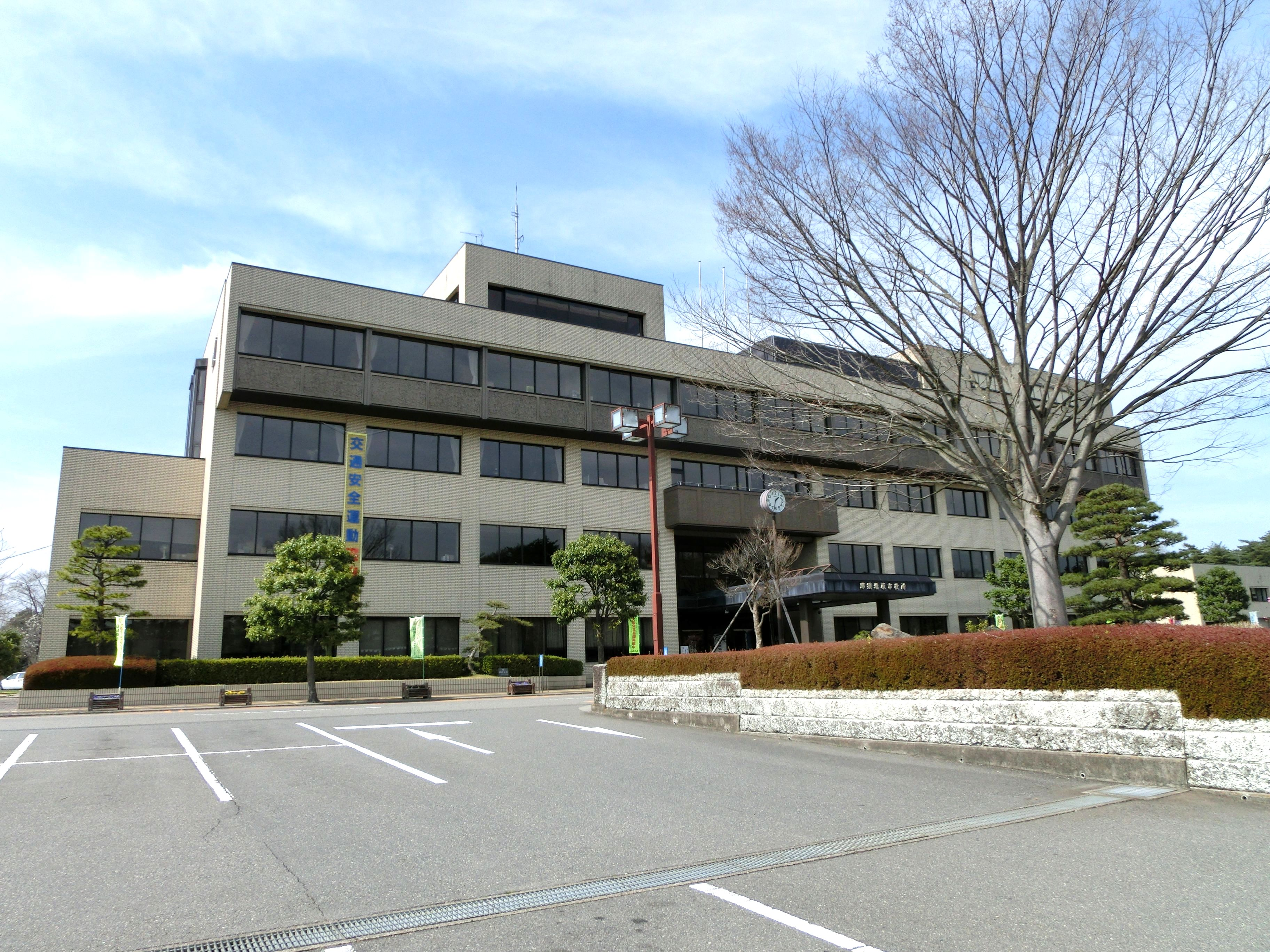
Rathaus von Nasushiobara